# Comăna (gmina)
Comăna – gmina w Rumunii, w okręgu Braszów. Obejmuje miejscowości Comăna de Jos, Comăna de Sus, Crihalma i Ticușu Nou. W 2011 roku liczyła 2721 mieszkańców. 